# Серии Оцеляване (1996)
Сериите Оцеляване (1996) (на английски: Survivor Series) е десетото годишно pay-per-view събитие от поредицата Серии Оцеляване, продуцирано от Световната федерация по кеч (WWF). Провежда се на 17 ноември 1996 г. в Ню Йорк, САЩ.

## Обща информация
Събитието е забележително с това, че на него е дебюта на Дуейн Джонсън – Скалата, който се бие тогава под името Роки Маивиа.
Основното събитие е стандартен мач за Световната титла в тежка категория на WWF. Шон Майкълс защитава титлата срещу Психаря Сид. Сид печели титлата, след като тушира Майкълс, след удар с телевизионна камера и прави бомба.

## Резултати
| №                                         | Резултати | Правила                                                                        | Време |
| ----------------------------------------- | --- | ------------------------------------------------------------------------------ | ----- |
| 1                                         | Алдо Монтоя, Бат Гън, Боб Холи и Джеси Джеймс побеждават Били Гън, Джътин Брадшоу, Салваторе Синсере и Султанът (с Железният шейх и Чичо Зебекия)            | Сървайвър елиминационен мач 4 срещу 4                                          | 10:46 |
| 2                                         | Дъг Фурнас, Хенри О. Годуин, Фил Лафон и Финеъс И. Годуин (с Хилбили Джим) поб. Британския Булдог, Лейф Касиди, Марти Джанети и Оуен Харт (с Кларънс Мейсън) | Сървайвър елиминационен мач 4 срещу 4                                          | 20:41 |
| 3                                         | Гробаря поб. Менкайнд (с Пол Беарър) | Индивидуален мач                                                               | 14:52 |
| 4                                         | Джейк Робъртс, Марк Меро (със Сейбъл), Роки Маивиа и Преследвача поб. Кръш, Златен прах (с Марлена), Джери Лоулър и Хънтър Хърст Хелмсли                     | Сървайвър елиминационен мач 4 срещу 4                                          | 23:44 |
| 5                                         | Брет Харт поб. Ледения Стив Остин | Индивидуален мач за №1 претендент за Световната титла в тежка категория на WWF | 24:41 |
| 6                                         | Дизел, Фарук, Рейзър Рамон и Вейдър (с Кларънс Мейсън и Джим Корнет) срещу Флаш Фънк, Джими Снука, Савио Вега и Йокозуна приключва с равенство               | Сървайвър елиминационен мач 4 срещу 4                                          | 09:48 |
| 7                                         | Психаря Сид поб. Шон Майкълс (ш) (с Жозе Лотарио) | Индивидуален мач за Световната титла в тежка категория на WWF                  | 20:02 |
| - (ш) – указва шампиона/шампионите в мача | |                                                                                |       |